# 聖巴勃羅拉拉古納
聖巴勃羅拉拉古納（西班牙語：San Pablo La Laguna），是危地馬拉的城鎮，位於該國西南部，由索洛拉省負責管轄，面積12平方公里，海拔高度1,561米，2002年人口5,674，人口密度每平方公里427.83人。
14°43′N 91°16′W / 14.717°N 91.267°W